# Lles de Cerdanya
Lles de Cerdanya è un comune Catalano di 279 abitanti situato nella comunità autonoma della Catalogna. Fa parte della regione storica nota come Cerdagna.